# Clovia grata
Clovia grata är en insektsart som beskrevs av Schmidt 1922. Clovia grata ingår i släktet Clovia och familjen spottstritar. Inga underarter finns listade i Catalogue of Life.